# SN 2011gp
SN 2011gp – supernowa typu II odkryta 30 września 2011 roku w galaktyce UGC 3119. W momencie odkrycia miała maksymalną jasność 18,40m.